# Gournay-le-Guérin
Gournay-le-Guérin est une commune française située dans le département de l'Eure en région Normandie.

## Géographie

### Localisation
| Chandai (Orne)                | Chaise-Dieu-du-Theil | Bourth                    |
| Vitrai-sous-Laigle (Orne)     | Gournay-le-Guérin    | Les Barils                |
| Saint-Martin-d'Écublei (Orne) | Beaulieu (Orne)      | Saint-Christophe-sur-Avre |

### Hydrographie
La commune est située dans le bassin Seine-Normandie. Elle est drainée par le fossé 01 du Bois des Côtes,.

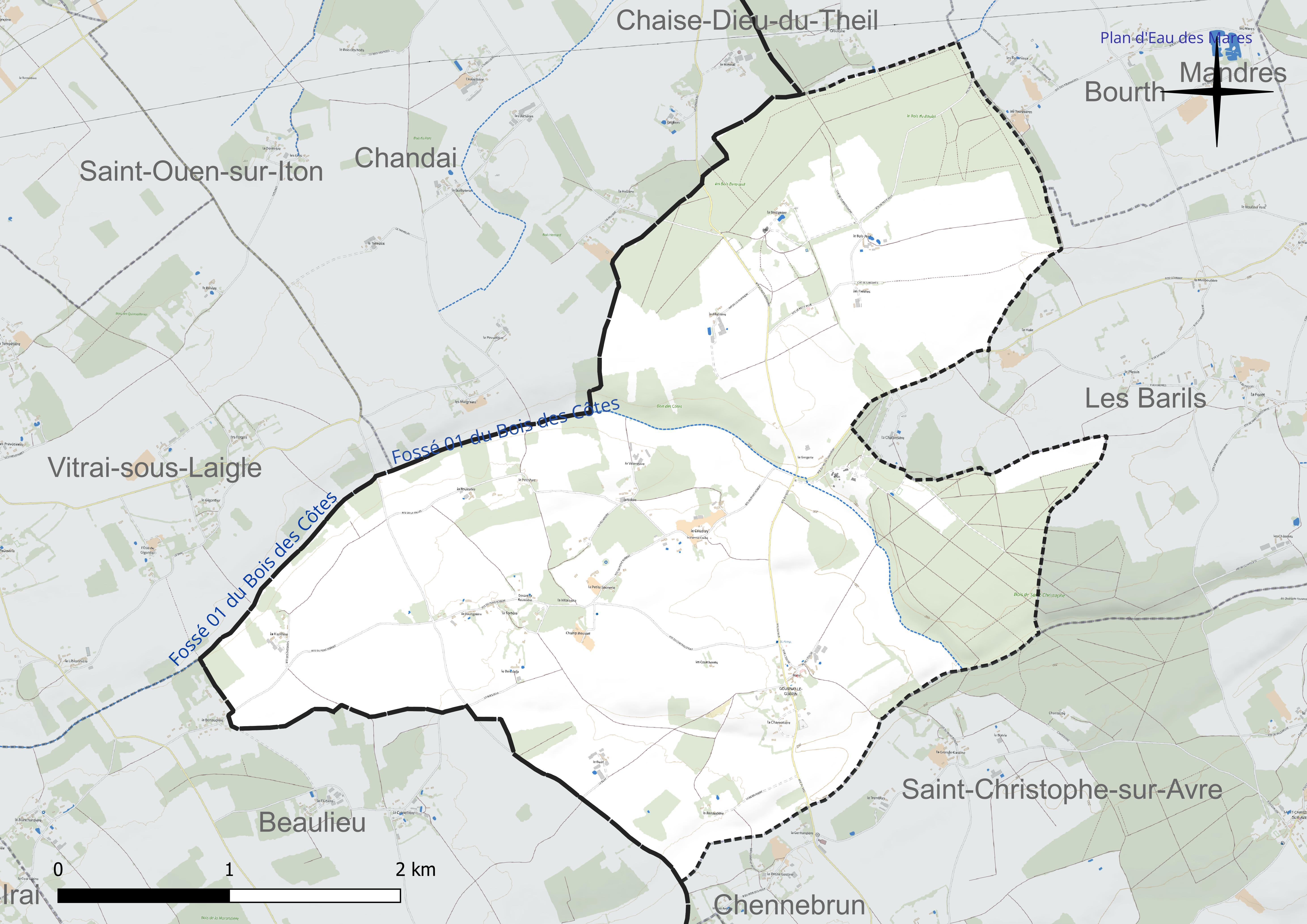
Réseau hydrographique de Gournay-le-Guérin.

### Climat
Pour des articles plus généraux, voir Climat de la Normandie et Climat de l'Eure.
En 2010, le climat de la commune est de type climat océanique dégradé des plaines du Centre et du Nord, selon une étude du CNRS s'appuyant sur une série de données couvrant la période 1971-2000. En 2020, Météo-France publie une typologie des climats de la France métropolitaine dans laquelle la commune est dans une zone de transition entre le climat océanique et le climat océanique altéré et est dans la région climatique  Normandie (Cotentin, Orne), caractérisée par une pluviométrie relativement élevée (850 mm/a) et un été frais (15,5 °C) et venté. Parallèlement le GIEC normand, un groupe régional d’experts sur le climat, différencie quant à lui, dans une étude de 2020, trois grands types de climats pour la région Normandie, nuancés à une échelle plus fine par les facteurs géographiques locaux. La commune est, selon ce zonage, exposée à un « climat contrasté des collines », correspondant au Pays d'Ouche et au Perche et bénéficiant d’un caractère continental affirmé avec des précipitations atténuées et des amplitudes thermiques fortes.
Pour la période 1971-2000, la température annuelle moyenne est de 10 °C, avec  une amplitude thermique annuelle de 14,2 °C. Le cumul annuel moyen de précipitations est de 719 mm, avec 11,8 jours de précipitations en janvier et 8,1 jours en juillet. Pour la période 1991-2020, la température moyenne annuelle observée sur la station météorologique la plus proche, située sur la commune de Beaulieu à 4 km à vol d'oiseau, est de 10,5 °C et le cumul annuel moyen de précipitations est de 836,7 mm,. Pour l'avenir, les paramètres climatiques de la commune estimés pour 2050 selon différents scénarios d’émission de gaz à effet de serre sont consultables sur un site dédié publié par Météo-France en novembre 2022.

## Urbanisme

### Typologie
Au 1er janvier 2024, Gournay-le-Guérin est catégorisée commune rurale à habitat très dispersé, selon la nouvelle grille communale de densité à 7 niveaux définie par l'Insee en 2022.
Elle est située hors unité urbaine. Par ailleurs la commune fait partie de l'aire d'attraction de Verneuil d'Avre et d'Iton, dont elle est une commune de la couronne,. Cette aire, qui regroupe 24 communes, est catégorisée dans les aires de moins de 50 000 habitants,.

### Occupation des sols
L'occupation des sols de la commune, telle qu'elle ressort de la base de données européenne d’occupation biophysique des sols Corine Land Cover (CLC), est marquée par l'importance des territoires agricoles (74 % en 2018), une proportion identique à celle de 1990 (74 %). La répartition détaillée en 2018 est la suivante : 
terres arables (62,7 %), forêts (26 %), zones agricoles hétérogènes (6,7 %), prairies (4,6 %). L'évolution de l’occupation des sols de la commune et de ses infrastructures peut être observée sur les différentes représentations cartographiques du territoire : la carte de Cassini (XVIIIe siècle), la carte d'état-major (1820-1866) et les cartes ou photos aériennes de l'IGN pour la période actuelle (1950 à aujourd'hui).

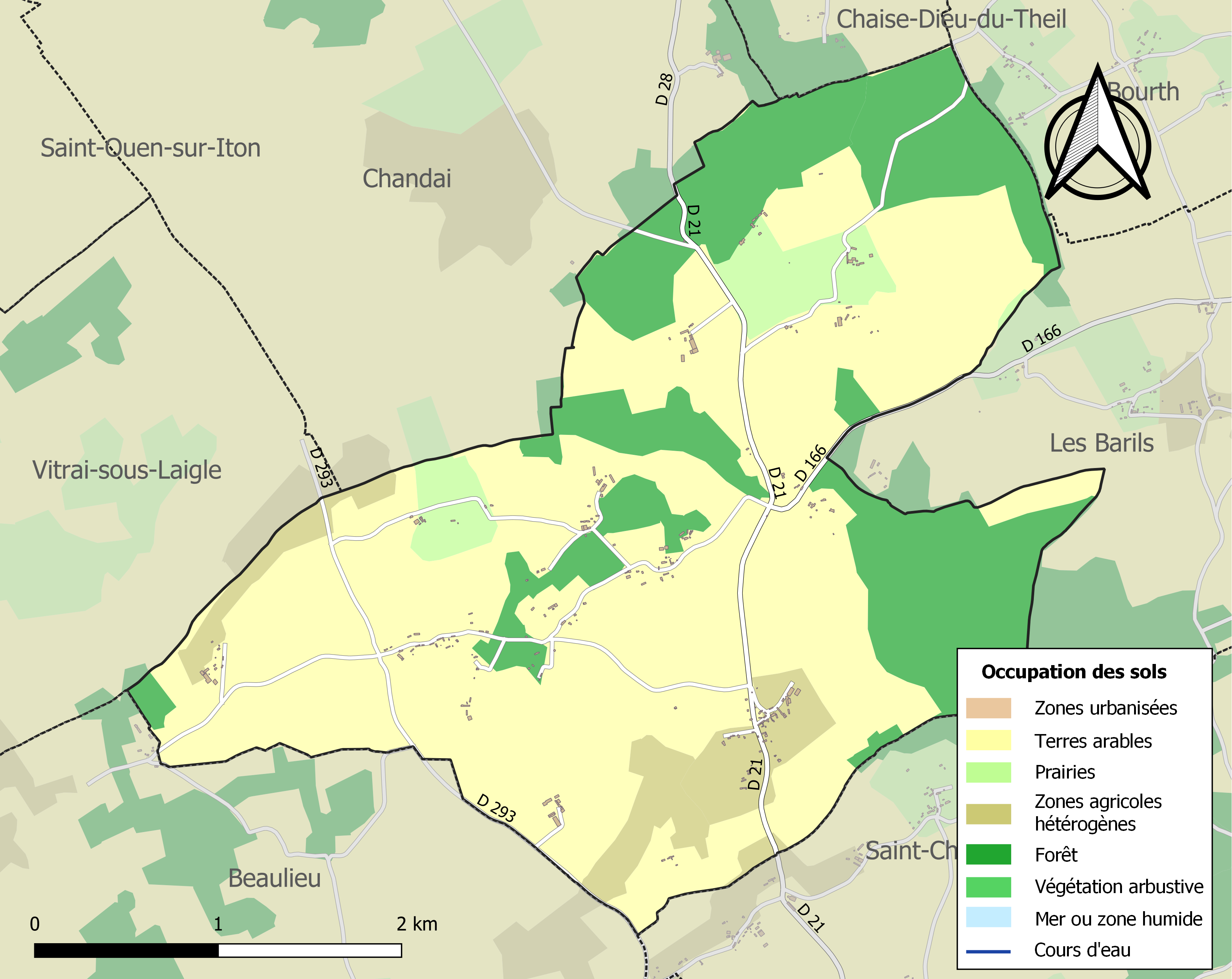
Carte des infrastructures et de l'occupation des sols de la commune en 2018 (CLC).

## Toponymie
Le nom de la localité est attesté sous les formes De Gornaio en 1196, Gornaium Garini en 1208 (cartulaire de Jumièges), Gourneium en 1274 (cartulaire de Saint-Père de Chartres), Gournai-les-Bois en 1828 (L. Dubois).
Toponyme comparable aux innombrables Gournay et Gornac de France et signifiant « bief, pêcherie » sur la base de l'appellatif celtique *gorn > gord et le suffixe celtique localisant bien connu -ako (latinisé en -acum).
-le-Guérin fait référence à "Garin de Gournay" (Guerinus de Gourneio) évoqué en 1274 pour une donation en faveur de l'abbaye de Saint-Père, puis, avec son épouse Isabelle en 1276, pour une autre donation sur « l'église de Saint-Christophe près de Chennebrun, au diocèse d'Évreux ».
Le complément -le-Guérin a été ajouté du fait qu'il y avait un risque minime de confusion avec Gournay-en-Bray dans la Seine-Maritime.

## Histoire
Gournay-le-Guérin a fusionné en 1809 avec Petiteville.
Le village est de caractère rural avec des fermes anciennes.

Le Nouveau dénombrement du royaume, publié par Saugrain en 1735, ne comptabilisait que vingt-deux feux pour Petiteville et soixante-dix pour Gournay.
La paroisse de Petiteville comptait deux seigneuries :
- la seigneurie de Petiteville, tenue anciennement par la famille de Belleau ;
- la seigneurie de Bois-Jean, longtemps entre les mains de la famille Girard.

## Politique et administration
| Période                                  | Période | Identité         | Étiquette | Qualité           |
| ---------------------------------------- | ------- | ---------------- | --------- | ----------------- |
| 1936                                     | 1953    | Colas de Gournay |           |                   |
| 1953                                     | 1965    | André Miserey    |           | Chef d'entreprise |
| ?                                        | 2008    | Marc Weber       |           |                   |
| mars 2008                                | 2014    | Claude Haye      |           |                   |
| mars 2014                                | 2020    | Odile Ipcar      |           |                   |
| juin 2020                                | 2026    | Jules Privé      |           |                   |
| Les données manquantes sont à compléter. |         |                  |           |                   |

## Démographie
L'évolution du nombre d'habitants est connue à travers les recensements de la population effectués dans la commune depuis 1793. Pour les communes de moins de 10 000 habitants, une enquête de recensement portant sur toute la population est réalisée tous les cinq ans, les populations de référence des années intermédiaires étant quant à elles estimées par interpolation ou extrapolation. Pour la commune, le premier recensement exhaustif entrant dans le cadre du nouveau dispositif a été réalisé en 2006.

En 2022, la commune comptait 119 habitants, en évolution de −9,85 % par rapport à 2016 (Eure : −0,25 %, France hors Mayotte : +2,11 %).
| 1793 | 1800 | 1806 | 1821 | 1831 | 1836 | 1841 | 1846 | 1851 |
| ---- | ---- | ---- | ---- | ---- | ---- | ---- | ---- | ---- |
| 303  | 251  | 274  | 356  | 369  | 342  | 357  | 345  | 324  |

| 1856 | 1861 | 1866 | 1872 | 1876 | 1881 | 1886 | 1891 | 1896 |
| ---- | ---- | ---- | ---- | ---- | ---- | ---- | ---- | ---- |
| 268  | 275  | 237  | 212  | 222  | 232  | 221  | 216  | 247  |

| 1901 | 1906 | 1911 | 1921 | 1926 | 1931 | 1936 | 1946 | 1954 |
| ---- | ---- | ---- | ---- | ---- | ---- | ---- | ---- | ---- |
| 218  | 214  | 219  | 213  | 214  | 222  | 205  | 178  | 164  |

| 1962 | 1968 | 1975 | 1982 | 1990 | 1999 | 2006 | 2011 | 2016 |
| ---- | ---- | ---- | ---- | ---- | ---- | ---- | ---- | ---- |
| 160  | 147  | 159  | 133  | 136  | 138  | 155  | 140  | 132  |

| 2021 | 2022 | - | - | - | - | - | - | - |
| ---- | ---- | - | - | - | - | - | - | - |
| 121  | 119  | - | - | - | - | - | - | - |

## Culture locale et patrimoine

### Lieux et monuments
Bâtiments civils

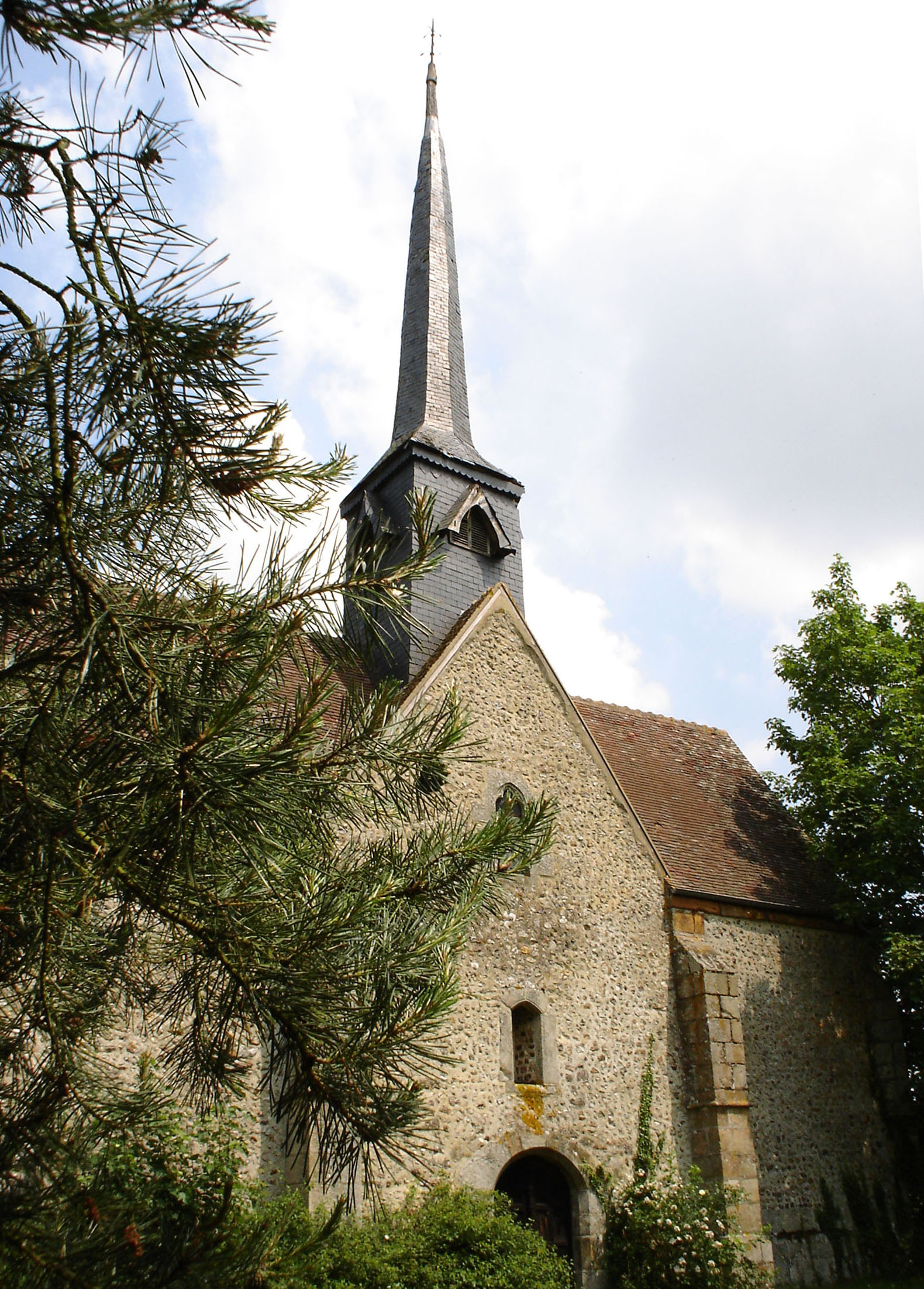
Ancienne église Saint-Gilles de Petiteville.

- château de Petiteville, reconstruit au XIXe siècle (1867) ;
- château de Gournay, XIXe siècle.

Bâtiments religieux
- église Saint-Lambert de Gournay, clocher du XIXe siècle.
- ancienne église de Petiteville, consacrée à saint Gilles, XIIe siècle.
L'église Saint-Gilles de Petiteville possède un élégant clocher pointu surmontant un édifice aux solides murs de pierre.
C'est un vaisseau rectangulaire en blocage de silex avec angles, baies, et contreforts. La construction initiale remonte au XIIe siècle. Au XVIe siècle furent ajoutées deux ailes de transept éclairées par deux fenêtres de style gothique.
La première travée de la nef a été ajoutée au XIXe siècle. Le transept méridional est percé de baies Renaissance à meneaux. Les ailes de transept communiquent avec la nef par des arcades en plein cintre reposant au nord sur un pilier octogonal et sur une pile carrée flanquée de huit pilastres doriques.
L'église fut dévastée sous la Révolution, puis restaurée en 1892 par Robert Gouhier de Petiteville (consul général de France), secondé par Christophe Édouard Mauss, architecte du sanctuaire de Sainte-Anne de Jérusalem.

#### Site inscrit
- La place de l'église Saint-Gilles  Site inscrit (1934)[25].

### Personnalités liées à la commune
- famille Gouhier de Petiteville ;

## Héraldique
| Blason de Gournay-le-Guérin | Blason  | Tiercé en pairle renversé : au 1er de gueules à trois fleurs de lis d'or, au 2e de gueules à deux léopards d'or armés et lampassés d'azur, l'un au-dessus de l'autre, au 3e d'argent au fer de lance d'azur.                                                                    |
| Blason de Gournay-le-Guérin | Détails | Les deux léopards représentent les armoiries de Normandie. Le fer de lance représente saint Lambert, sous le patronage duquel l’église de Gournay-le-Guérin fut construite au XVIe siècle. Les fleurs de lys d’or représentent les armoiries historiques de la France. Officiel |